# Кравченко, Николай Григорьевич
Никола́й Григо́рьевич Кра́вченко (20 июля 1923, Самотоевка, Харьковская губерния — 23 ноября 2008, Думовка, Сумская область) — связист роты связи 199-го гвардейского стрелкового полка 67-й гвардейской стрелковой дивизии 6-й гвардейской армии 1-го Прибалтийского фронта, гвардии ефрейтор — на момент представления к награждению орденом Славы 1-й степени.

## Биография
Родился 20 июля 1923 года в селе Самотоевка ныне Краснопольского района Сумской области в семье крестьянина. Украинец. Окончил 7 классов. Работал в колхозе.
В Красной Армии и на фронте в Великую Отечественную войну с августа 1941 года. Принимал участие в оборонительных боях под Харьковом, Ростовом-на-Дону. Сражался на Курской дуге, освобождал Украину, Белоруссию, Латвию, Литву.
Разведчик взвода пешей разведки 199-го гвардейского стрелкового полка гвардии красноармеец Николай Кравченко 22 января 1944 года в бою за село Блины Невельского района ныне Псковской области в числе первых ворвался в траншею противника и вместе с товарищем уничтожил 7 немцев и захватил «языка». Приказом от 7 февраля 1944 года «за образцовое выполнение заданий командования в боях с немецко-фашистскими захватчиками» гвардии красноармеец Кравченко Николай Григорьевич награждён орденом Славы 3-й степени.
В ходе наступления на подступах к станции Лужки Невельского района ныне Псковской области 10 марта 1944 года разведчик Николай Кравченко, увлекая за собой своих товарищей, ворвался в окоп противника и огнём из автомата сразил 2 солдат.11 марта 1944 года при отражении контратаки Николай Кравченко был тяжело ранен. Приказом от 10 мая 1944 года «за образцовое выполнение заданий командования в боях с немецко-фашистскими захватчиками» гвардии красноармеец Кравченко Николай Григорьевич награждён орденом Славы 2-й степени.
Связист роты связи 199-го гвардейского стрелкового полка гвардии ефрейтор Николай Кравченко в наступательном бою у деревни Сиротино Витебской области Белоруссии 23 июня 1944 года под огнём противника исправил свыше 20 порывов телефонного кабеля и обеспечил бесперебойную связь между наблюдательным пунктом полка и стрелковым батальоном. В этот же день вынес с поля боя тяжелораненого товарища.24 июня 1944 года переправился через реку Западная Двина в районе деревень Буй, Дворище Бешенковичского района Витебской области Белоруссии и в составе расчета радиостанции обеспечил связь батальона, захватившего плацдарм, с наблюдательным пунктом полка.
Указом Президиума Верховного Совета СССР от 24 марта 1945 года «за образцовое выполнение заданий командования в боях с немецко-фашистскими захватчиками» гвардии ефрейтор Кравченко Николай Григорьевич награждён орденом Славы 1-й степени, став полным кавалером ордена Славы.
В 1945 году старшина Н. Г. Кравченко был демобилизован. Жил в селе Думовка Краснопольского района Сумской области. Работал механизатором в колхозе имени Газеты «Правда». С 1971 года — на пенсии.
Умер 23 ноября 2008 года. Похоронен в селе Думовка. Капитан.

## Награды
Награждён орденами Отечественной войны 1-й и 2-й степени, Славы 1-й, 2-й и 3-й степени, медалями.
В 2005 году награждён орденом Богдана Хмельницкого II степени.

## Память
В посёлке городского типа Краснополье на Аллее Героев установлена памятная доска Н. Г. Кравченко.